# 傑夫·伍爾諾
傑夫·伍爾諾（英語：Jeff Woolnough）是一名電視和電影導演，從1990年代初期開始其活躍生涯。伍爾諾曾贏得無數獎項，並執導多部獲得高度評價的電視劇，其中包括：
- 《維京傳奇》
- 《靈感探案（英语：Perception (U.S. TV series)）》
- 《紐約警察故事（英语：Copper (TV series)）》
- 《拯救希望》
- 《太空堡垒卡拉狄加》
- 《重回昨日（英语：Being Erica）》（最佳電視劇的得主）
- 《重返犯罪現場》
- 《超自然檔案》
- 《滅罪鑑證科》
- 《欲骨查》
- 《拉斯維加斯》
- 《天劫（英语：Taken (miniseries)）》
- 《末世黑天使》
- 《死神有約（英语：Dead Like Me）》
- 《迷離檔案（英语：The Outer Limits (1995 TV series)）》
- 《太空無垠》

他的長製作電視作品包括四小時的迷你劇《Keep Your Head Up, Kid: The Don Cherry Story》（最佳電視電影/迷你劇的得主）和《Wrath Of Grapes: The Don Cherry Story Part 2》、電視電影《傑克》（傑克·林頓的傳記片，最佳電視電影/迷你劇的得主）和《席琳》（席琳·狄翁的傳記片）。

## 外部連結
- Jeff Woolnough在互联网电影资料库（IMDb）上的資料（英文）